# Athletics Fiji
Athletics Fiji est la fédération fidjienne d'athlétisme, fondée en 1947 et affiliée à l'IAAF depuis 1950. Elle fait partie de la région orientale de l'Association océanienne d'athlétisme. Son siège est à Suva et son président est Joe Rodan depuis 2014.
En 1947, est créée la Fiji Amateur Athletics Association (FAAA). En 1950, la première délégation fidjienne d’athlètes est envoyée aux Jeux de l'Empire britannique de 1950, en Nouvelle-Zélande.